# Nau industrial de Can Codina
La Nau industrial de Can Codina és una obra de Castellterçol (Moianès) inclosa a l'Inventari del Patrimoni Arquitectònic de Catalunya.

## Descripció
Aquesta fàbrica, entre parets mitgeres, consta d'una sola nau de planta rectangular coberta a dues vessants. La façana principal dona a la carretera de Granera i té grans finestrals d'arcs rebaixats.

## Història
Des de la seva fundació, a les darreries del segle xix o principis del XX, va ser un important centre de producció tèxtil, especialitzat en tovalloles. A mitjans dels anys 50 del segle xx va tancar les portes.